# Dickens Művei

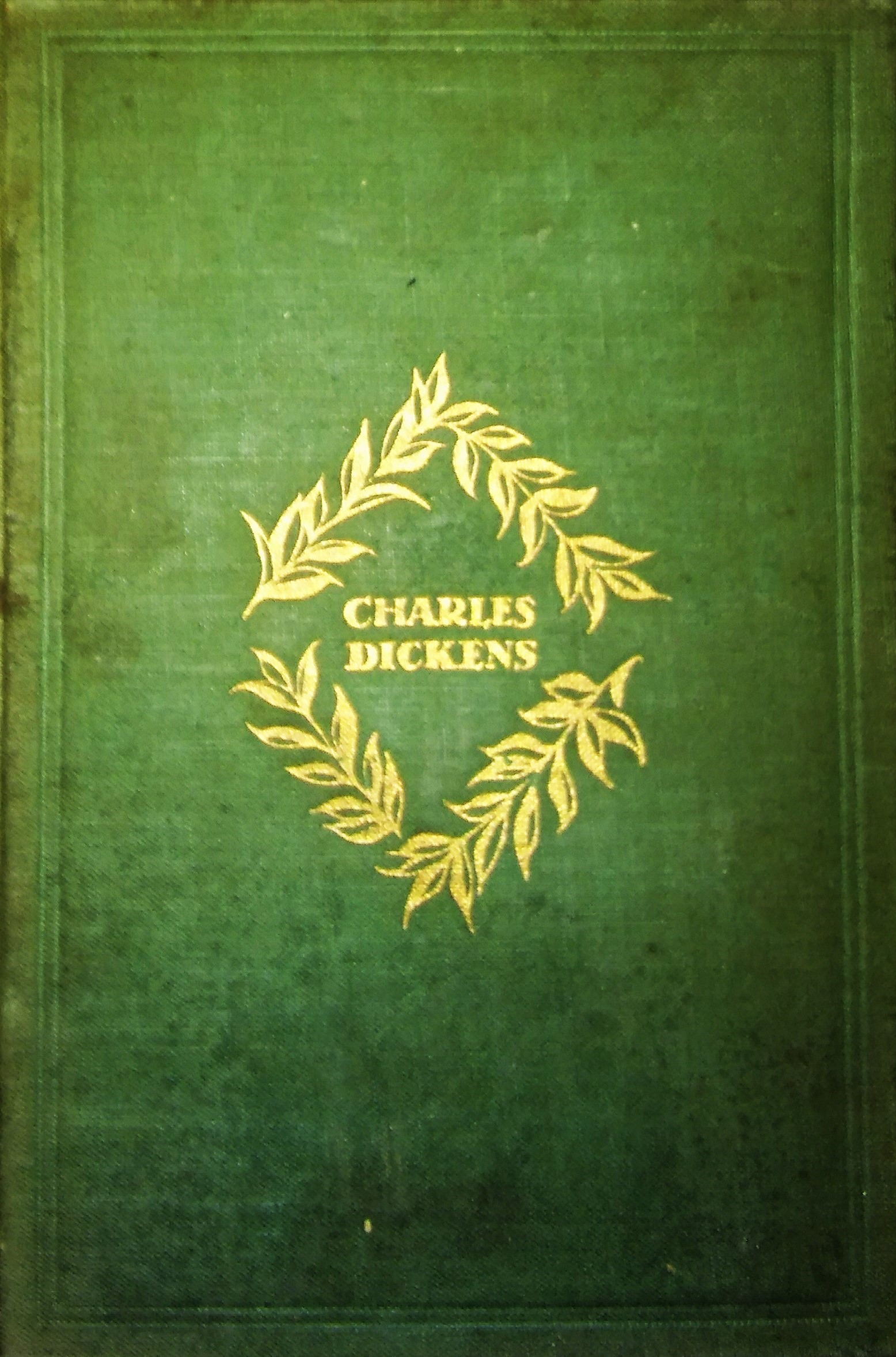

A Dickens Művei  a Christensen és Társa Gutenberg Könyvkiadó Vállalat könyvsorozata volt az 1920-as években, amely a Charles Dickens műveit tette magyar nyelven hozzáférhetővé díszes borítójú kötetekben. A sorozat a következő műveket tartalmazta:
- A Pickwick-Klub I–IV.
- Copperfield Dávid I–VI.
- Két város regénye I–II.
- Kis Dorrit I–IV.
- Nehéz idők I–II.
- Nickleby Miklós élete és kalandjai I–V.
- Twist Olivér I–II.